# Bierzmo
Bierzmo est une localité polonaise de la gmina rurale de Brudzew, située dans le powiat de Turek en voïvodie de Grande-Pologne. Elle se trouve à environ 12 kilomètres au nord-est de Turek et 120 km à l'est de Poznań, la capitale régionale. 

## Géographie

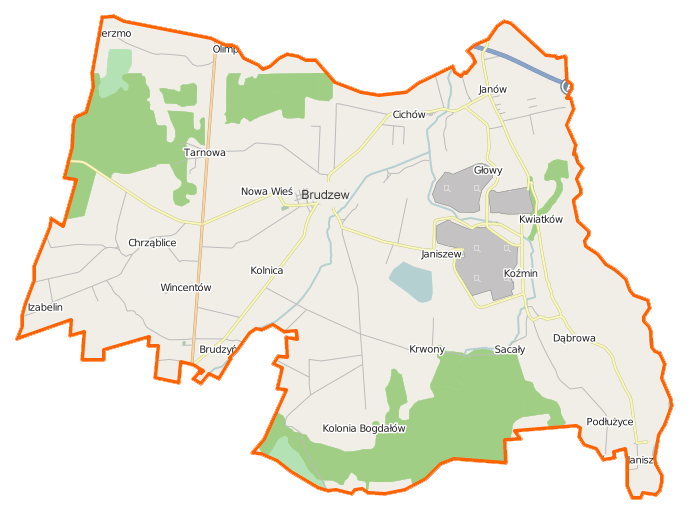
Carte de la gmina de Brudzew.